# Ateles paniscus
L'atele nero o atele dalla faccia rossa (Ateles paniscus Linneo, 1758) è un primate platirrino della famiglia degli Atelidi.
Alcuni zoologi sarebbero favorevoli ad una fusione delle quattro specie allopatriche di scimmia ragno (Ateles belzebuth, Ateles fusciceps, Ateles geoffroyi, Ateles paniscus) ed il loro declassamento a sottospecie di A. paniscus.

## Distribuzione
Vive in America meridionale, nella zona delimitata a nord dal Rio delle Amazzoni e ad est dal Rio Negro. Predilige la foresta pluviale.

## Descrizione

### Dimensioni
Misura un metro e mezzo di lunghezza (di cui più di metà spetta alla coda), per un peso che raggiunge i 9 kg.

### Aspetto

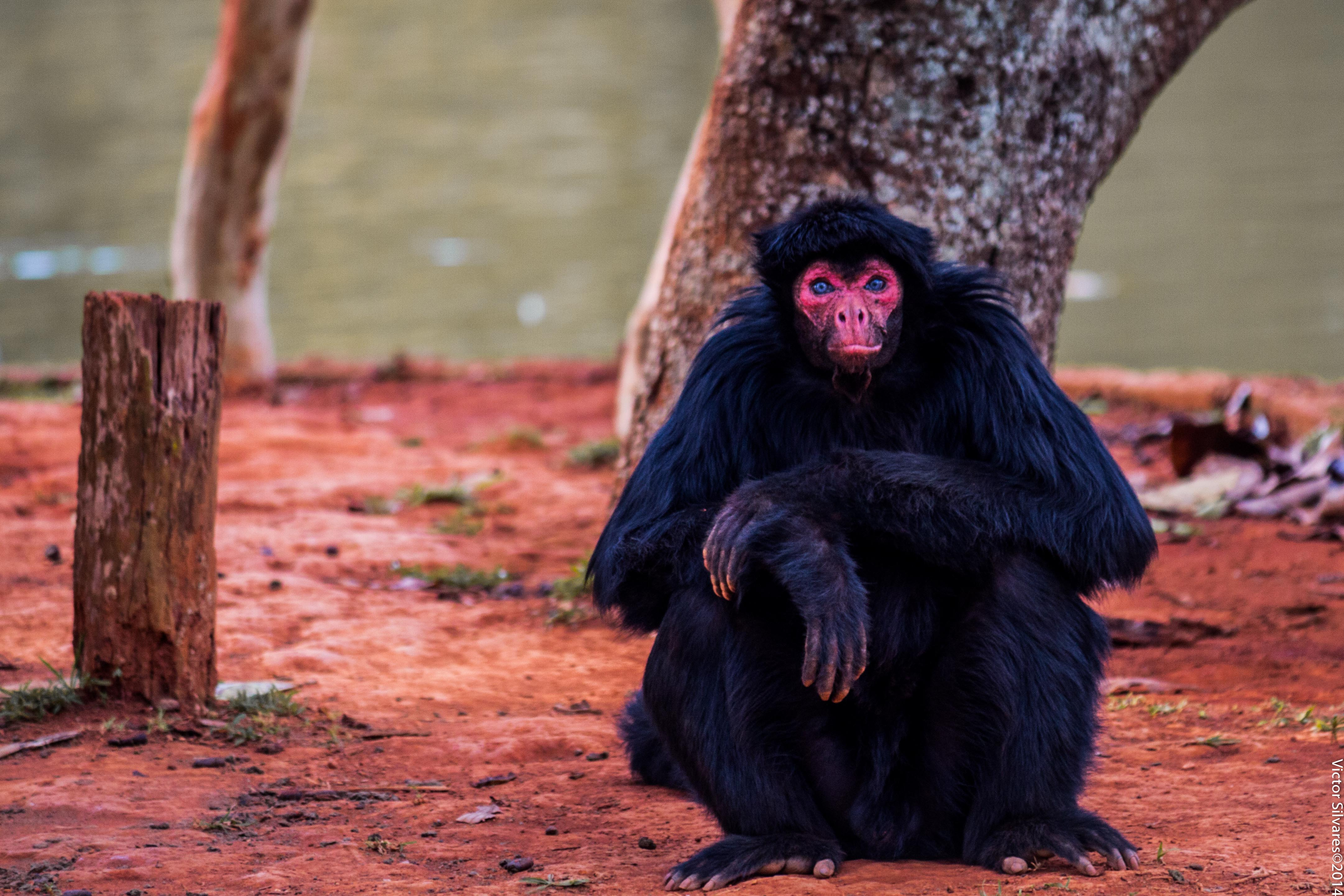
Ateles Paniscus

Come il nome comune suggerisce, il lungo e setoloso pelo è di color nero lucente: le parti nude del corpo (sottocoda, genitali, mani) sono nere, mentre la faccia, anch'essa nuda, può essere nera o rosata.

La coda è più lunga del corpo di una trentina di centimetri: molto forte e può sostenere l'intero peso dell'animale, che spesso resta appeso per la coda in modo da avere le quattro zampe libere. La coda può addirittura essere utilizzata anch'essa come arto per afferrare oggetti, essendo dotata all'estremità distale di un cuscinetto di pelle nuda zigrinata che funge da dito. Le zampe sono anch'esse molto lunghe e sottili, atte al movimento fra i rami mediante brachiazione.

### Dimorfismo sessuale
La specie non presenta un vero e proprio dimorfismo sessuale: in linea di massima, si può dire che a parità d'età i maschi sono più massicci e pesanti delle femmine.

## Biologia
Si tratta di animali diurni ed arboricoli, che passano circa metà della giornata a riposare: il restante tempo viene equamente ripartito fra il movimento alla ricerca di cibo e l'alimentazione.

Vivono in grossi gruppi che contano oltre 20 esemplari, i quali a loro volta si suddividono in vari sottogruppi comprendenti 5-6 individui: all'intero gruppo fa capo una femmina dominante, alla quale spetta il compito di stabilire le rotte da seguire nell'ambito del territorio del gruppo per trovare il cibo. I vari sottogruppi si incontrano raramente, ma collaborano attivamente alla difesa del territorio collettivo dalle intrusioni di altri gruppi estranei, i cui territori si sovrappongono nelle zone di confine.

### Alimentazione
La frutta è la componente principale della loro dieta: al fine di evitare un'eccessiva competizione con altri frugivori presenti nello stesso habitat, questi animali si nutrono solo di frutta ben matura, lasciando sull'albero i frutti ancora leggermente acerbi. Si pensa che il loro cervello abbia centri di memoria ben sviluppati, in modo tale da ricordare gli itinerari per raggiungere determinati alberi, i periodi in cui la frutta è al grado ottimale di maturazione e l'estensione del territorio, al fine di evitare lo sconfinamento in territori vicini.

Qualora la frutta scarseggi, l'atele nero ripiega su foglie e fiori.

### Riproduzione
Nei vari gruppi le femmine sono presenti in numero triplo rispetto ai maschi: questo evita un'eccessiva competizione fra i maschi, ma d'altro canto provoca una certa promiscuità (una singola femmina si accoppia con vari maschi). I maschi di ogni sottogruppo collaborano nella difesa delle femmine da attenzioni sgradite da parte di maschi estranei.

La gestazione dura sette mesi e mezzo, al termine dei quali viene dato alla luce un unico cucciolo che resta molto a lungo con la madre: lo svezzamento avviene attorno all'anno d'età, ma il piccolo non può dirsi del tutto indipendente prima di aver compiuto un anno e mezzo.

La maturità sessuale viene raggiunta fra i 3 ed i 4 anni d'età: a questo punto, le femmine lasciano il gruppo per aggregarsi ad altri gruppi, mentre i maschi sono soliti rimanere nel gruppo in cui sono nati.